# London Critics’ Circle Film Award/Bester Dokumentarfilm
Seit 2012 wird bei den London Critics’ Circle Film Awards der beste Dokumentarfilm mit einem Preis geehrt.
Anmerkung: Die Preisverleihung bezieht sich immer auf Filme des vergangenen Jahres, Preisträger von 2012 wurden also für ihre Leistungen von 2011 ausgezeichnet.

## Ausgezeichnete Filme
| Jahr | Preisträger                                                      | Regisseur                                             | Nominierte |
| ---- | ---------------------------------------------------------------- | ----------------------------------------------------- | --- |
| 2012 | Senna                                                            | Asif Kapadia                                          | Die Höhle der vergessenen Träume Dreams of a Life Pina Project Nim                                                              |
| 2013 | The Imposter                                                     | Bart Layton                                           | London: The Modern Babylon Nostalgia for the Light The Queen of Versailles Searching for Sugar Man                              |
| 2014 | The Act of Killing                                               | Joshua Oppenheimer                                    | Beware of Mr. Baker Leviathan Stories We Tell We Steal Secrets: The Story of WikiLeaks                                          |
| 2015 | Citizenfour                                                      | Laura Poitras                                         | 20.000 Days on Earth Manakamana Next Goal Wins – Das Spiel ihres Lebens Night will fall – Hitchcocks Lehrfilm für die Deutschen |
| 2016 | Amy                                                              | Asif Kapadia                                          | Scientology: Ein Glaubensgefängnis The Look of Silence Palio A Syrian Love Story                                                |
| 2017 | Seefeuer                                                         | Gianfranco Rosi                                       | The Beatles: Eight Days a Week – The Touring Years Cameraperson The Eagle Huntress Life, Animated                               |
| 2018 | I Am Not Your Negro                                              | Raoul Peck                                            | 78/52 – Die letzten Geheimnisse von Psycho Human Flow Jane The Work                                                             |
| 2019 | Augenblicke: Gesichter einer Reise (Visages Villages)            | JR, Agnès Varda                                       | Alexander McQueen They Shall Not Grow Old Three Identical Strangers Whitney                                                     |
| 2020 | Für Sama                                                         | Waad al-Kateab, Edward Watts                          | Aretha Franklin: Amazing Grace Apollo 11 The Cave Varda par Agnès                                                               |
| 2021 | Kollektiv – Korruption tötet (Colectiv)                          | Alexander Nanau                                       | Bloody Nose, Empty Pockets Dick Johnson Is Dead Time The Truffle Hunters                                                        |
| 2022 | Summer of Soul (…Or, When the Revolution Could Not Be Televised) | Questlove                                             | Flee Gunda The Most Beautiful Boy in the World The Velvet Underground                                                           |
| 2023 | All the Beauty and the Bloodshed                                 | Laura Poitras                                         | All That Breathes Fire of Love Kurt Vonnegut: Unstuck in Time Moonage Daydream                                                  |
| 2024 | 20 Tage in Mariupol                                              | Mstyslaw Tschernow                                    | Beyond Utopia Die unendliche Erinnerung (La memoria infinita) Scala!!! Still: A Michael J. Fox Movie                            |
| 2025 | No Other Land                                                    | Yuval Abraham, Basel Adra, Hamdan Ballal, Rachel Szor | Dahomey Grand Theft Hamlet Made in England: The Films of Powell and Pressburger Super/Man: The Christopher Reeve Story          |